# Murles
Murles település Franciaországban, Hérault megyében. Lakosainak száma 353 fő (2022. január 1.). Murles Argelliers, Combaillaux, Les Matelles, Saint-Gély-du-Fesc, Vailhauquès és Viols-en-Laval községekkel határos.

## Népesség
A település népességének változása:
| Lakosok száma | 47   | 126  | 200  | 271  | 290  | 295  | 308  | 324  | 343  | 353  |
|               | 1968 | 1982 | 1990 | 2006 | 2013 | 2015 | 2017 | 2019 | 2020 | 2022 |